# Зезин, Евгений Кириллович
Евге́ний Кири́ллович Зе́зин (14 апреля 1976) — российский футболист, полузащитник.
Карьеру начал в санкт-петербургском «Зените». Выступал за клуб с перерывами в 1992—1997 годах. Также играл в клубах «Сатурн-1991», «Арсенал» Тула, «Локомотив» СПб, «Кубань», «Металлург» Липецк, СДЮШОР «Зенит», «Луховицы».
В первом чемпионате России 1992 года Евгений Зезин стал самым молодым футболистом выходившим на поле — 6 августа в матче с «Асмарал» — «Зенит» (8:3) он вышел на замену в возрасте 16 лет и 114 дней. В 2002 году самым молодым игроком в истории чемпионатов России стал полузащитник московского «Спартака» Алексей Ребко. Позже стал тренером в академии «Зенита».